# Selecció femenina de futbol de la República d'Irlanda
La selecció femenina de futbol de la República d'Irlanda representa a la República d'Irlanda a les competicions futbolístiques femenines de seleccions nacionals. Fins ara no s'ha classificat per a cap fase final, i ocupa la 33ª posició al Ranking FIFA.

## Actual plantilla
Convocatòria per a la classificació per a l'Eurocopa 2017 d'abril de 2016. Les banderes representen la lliga on juga la jugadora. Les jugadores sense bandera son agents lliures.
| Porteres | Porteres         | Defenses | Defenses        | Centrecampistes | Centrecampistes   | Davanteres | Davanteres         |
| -------- | ---------------- | -------- | --------------- | --------------- | ----------------- | ---------- | ------------------ |
| 01       | Emma Byrne (C)   | 02       | Sophie Perry    | 06              | Karen Duggan      | 12         | 0 Fiona O'Sullivan |
| 22       | Niamh Reid-Burke | 03       | Jessica Gleeson | 07              | Diane Caldwell    | 13         | Stephanie Roche    |
| 23       | Grace Moloney    | 04       | Louise Quinn    | 09              | Ruesha Litteljohn | 19         | Clare Shine        |
|          |                  | 05       | Niamh Fahey     | 10              | Denise O'Sullivan |            |                    |
|          |                  | 08       | Áine O'Gorman   | 11              | Julie Ann Russell |            |                    |
|          |                  | 17       | Méabh de Búrca  | 15              | Katie McCabe      |            |                    |
|          |                  |          |                 | 18              | Emma Hansberry    |            |                    |
|          |                  |          |                 | 20              | Jetta Berril      |            |                    |

## Històric
| Primer partit                       | Escòcia 10-1 Irlanda (10/01/1973) |                                     |
| Majors victòries                    | Malta 0-9 Irlanda (22/10/2003)    | Irlanda 9-0 Montenegro (07/06/2016) |
| Majors derrotes                     | Suècia 10-0 Irlanda (20/09/1992)  |                                     |
| Millor resultat al Mundial          |                                   |                                     |
| Millor resultat als Jocs Olímpics   |                                   |                                     |
| Millor resultat a l'Eurocopa        |                                   |                                     |
| Millor posició al Ranking FIFA      | 27è (2008)                        |                                     |
| Pitjor posició al Ranking FIFA      | 38è (2003)                        |                                     |
| Jogadora amb més internacionalitats |                                   |                                     |
| Jogadora amb més gols               | Olivia O'Toole (54)               |                                     |

| JOCS OLÍMPICS | JOCS OLÍMPICS   | JOCS OLÍMPICS | JOCS OLÍMPICS    | JOCS OLÍMPICS    | JOCS OLÍMPICS   | JOCS OLÍMPICS | JOCS OLÍMPICS  | JOCS OLÍMPICS | JOCS OLÍMPICS |
| Edició        | Classificació   | Classificació | Fase final       | Fase final       | Fase final      | Fase final    | Fase final     |               |               |
| Edició        |                 |               | Setzens de final | Vuitens de final | Quarts de final | Semifinals    | Final / Bronze |               |               |
| ------------- | --------------- | ------------- | ---------------- | ---------------- | --------------- | ------------- | -------------- | ------------- | ------------- |
| 1996          | Mundial 1995    |               |                  |                  |                 |               |                |               |               |
| 2000          | Mundial 1999    |               |                  |                  |                 |               |                |               |               |
| 2004          | Mundial 2003    |               |                  |                  |                 |               |                |               |               |
| 2008          | Mundial 2007    |               |                  |                  |                 |               |                |               |               |
| 2012          | Mundial 2011    |               |                  |                  |                 |               |                |               |               |
| 2016          | Mundial 2015    |               |                  |                  |                 |               |                |               |               |
| MUNDIAL       |                 |               |                  |                  |                 |               |                |               |               |
| Edició        | Classificació   | Classificació | Fase final       | Fase final       | Fase final      | Fase final    | Fase final     |               |               |
| Edició        |                 |               | Setzens de final | Vuitens de final | Quarts de final | Semifinals    | Final / Bronze |               |               |
| 1991          | Eurocopa 1991   |               |                  |                  |                 |               |                |               |               |
| 1995          | Eurocopa 1995   |               |                  |                  |                 |               |                |               |               |
| 1999          | Segona Divisió  |               |                  |                  |                 |               |                |               |               |
| 2003          | Segona Divisió  |               |                  |                  |                 |               |                |               |               |
| 2007          | Alemanya ¹      |               |                  |                  |                 |               |                |               |               |
| 2011          | Suïssa ¹        |               |                  |                  |                 |               |                |               |               |
| 2015          | Alemanya ¹      |               |                  |                  |                 |               |                |               |               |
| EUROCOPA      |                 |               |                  |                  |                 |               |                |               |               |
| Edició        | Classificació   | Classificació | Fase final       | Fase final       | Fase final      | Fase final    | Fase final     |               |               |
| Edició        |                 |               | Setzens de final | Vuitens de final | Quarts de final | Semifinals    | Final / Bronze |               |               |
| 1984          | Anglaterra ¹    |               |                  |                  |                 |               |                |               |               |
| 1987          | Anglaterra ¹    |               |                  |                  |                 |               |                |               |               |
| 1989          | Suècia ¹        |               |                  |                  |                 |               |                |               |               |
| 1991          | Països Baixos ¹ |               |                  |                  |                 |               |                |               |               |
| 1993          | Suècia ¹        |               |                  |                  |                 |               |                |               |               |
| 1995          |                 |               |                  |                  |                 |               |                |               |               |
| 1997          | Segona Divisió  |               |                  |                  |                 |               |                |               |               |
| 2001          | Segona Divisió  |               |                  |                  |                 |               |                |               |               |
| 2005          | Segona Divisió  |               |                  |                  |                 |               |                |               |               |
| 2009          | Romania ¹       | Islàndia      |                  |                  |                 |               |                |               |               |
| 2013          | Escòcia ¹       |               |                  |                  |                 |               |                |               |               |
| 2017          | Portugal ¹      |               |                  |                  |                 |               |                |               |               |

- ¹ Fase de grups. Selecció eliminada mitjor possicionada en cas de classificació, o selecció classifica pitjor possicionada en cas d'eliminació.